# You May Dream (LISPの曲)
「You May Dream」（ユー・メイ・ドリーム）は、LISPの1枚目のシングル。2011年4月13日にDIVE II entertainmentからリリースされた。

## 概要
前作「恋する乙女のカタルシス」までは配信限定シングルであった為、CDとして発売されたシングルとしては本作が1枚目となる。
テレビアニメ『プリティーリズム・オーロラドリーム』のオープニングテーマとして使用されているキャッチーな楽曲で、初回特典として『Light In a Small Prism』とYou May Dreamの連動キャンペーン応募葉書きが封入されている。
アーケードゲーム『プリティーリズム』では、2011年4月更新バージョンの「シーズン4 オーロラドリームデビュー編」より追加されたステージ「プリズムストーンショップ」のBGMにこの曲が使用されている。

## 収録曲
1. You May Dream [3:48]
作詞：池畑伸人、作曲・編曲：長岡成貢
  - テレビアニメ『プリティーリズム・オーロラドリーム』オープニングテーマ
  - テレビ東京『アニソンぷらす』4月度オープニングテーマ
  - 「超!アニメロ」CMソング
2. You May Dream＜Instrumental＞ [3:46]

## 収録アルバム
| 曲名          | アルバム                   | 発売日        |
| ------------- | -------------------------- | ------------- |
| You May Dream | 『Light In a Small Prism』 | 2011年4月27日 |

## カバー
- 『プリティーリズム・オーロラドリーム』の台湾版『星光少女：極光之夢』の主題歌として、放送局・東森幼幼台の子供向け番組「YoYo家族」に出演している蜜蜂姐姐（中国語版）と蝴蝶姐姐（中国語版）が中国語でカバーしている[2]。表題は原曲と同じ「You May Dream」。